# العلاقات السودانية النيبالية
العلاقات السودانية النيبالية هي العلاقات الثنائية التي تجمع بين السودان ونيبال.

## مقارنة بين البلدين
هذه مقارنة عامة ومرجعية للدولتين:
| وجه المقارنة                                              | السودان                     | نيبال                             |
| --------------------------------------------------------- | --------------------------- | --------------------------------- |
| المساحة (كم2)                                             | 1.89 مليون                  | 147.18 ألف                        |
| عدد السكان (نسمة)                                         | 40.53 مليون                 | 29.40 مليون                       |
| الكثافة السكانية (ن./كم²)                                 | 21.44                       | 199.76                            |
| العاصمة                                                   | الخرطوم                     | كاتماندو                          |
| اللغة الرسمية                                             | اللغة العربية، لغة إنجليزية | اللغة النيبالية                   |
| العملة                                                    | جنيه سوداني                 | روبية نيبالية                     |
| الناتج المحلي الإجمالي (بليون دولار)                      | 117.49 مليار                | 24.47 مليار                       |
| الناتج المحلي الإجمالي (تعادل القوة الشرائية) بليون دولار | 176.55 مليار                | 70.20 مليار                       |
| الناتج المحلي الإجمالي الاسمي للفرد دولار أمريكي          | 2.41 ألف                    | 743                               |
| الناتج المحلي الإجمالي للفرد دولار أمريكي                 | 4.07 ألف                    | 2.37 ألف                          |
| مؤشر التنمية البشرية                                      | 0.479                       | 0.548                             |
| رمز المكالمات الدولي                                      | +249                        | +977                              |
| رمز الإنترنت                                              | سودان                       | .np                               |
| المنطقة الزمنية                                           | ت ع م+03:00، ت ع م+02:00    | UTC+05:45، التوقيت الموحد لنيبال ‏ |

## منظمات دولية مشتركة
يشترك البلدان في عضوية مجموعة من المنظمات الدولية، منها:
| علم المنظمة | اسم المنظمة                               | تاريخ انضمام السودان | تاريخ انضمام نيبال |
| ----------- | ----------------------------------------- | -------------------- | ------------------ |
|             | مؤسسة التنمية الدولية                     | 24 سبتمبر 1960       | 6 مارس 1963        |
|             | مؤسسة التمويل الدولية                     | 21 أكتوبر 1960       | 7 يناير 1966       |
|             | منظمة حظر الأسلحة الكيميائية              | ?                    | ?                  |
|             | الأمم المتحدة                             | 12 نوفمبر 1956       | 14 ديسمبر 1955     |
|             | منظمة الشرطة الجنائية الدولية             | ?                    | ?                  |
|             | البنك الدولي للإنشاء والتعمير             | 5 سبتمبر 1957        | 6 سبتمبر 1961      |
|             | الاتحاد البريدي العالمي                   | ?                    | ?                  |
|             | المركز الدولي لتسوية المنازعات الاستشارية | 9 مايو 1973          | 6 فبراير 1969      |
|             | وكالة ضمان الاستثمار متعدد الأطراف        | 7 نوفمبر 1991        | 9 فبراير 1994      |
|             | يونسكو                                    | 26 نوفمبر 1956       | 1 مايو 1953        |
|             | الفريق المعني برصد الأرض                  | ?                    | ?                  |

## وصلات خارجية
- موقع وزارة الخارجية السودانية
- موقع وزارة الخارجية النيبالية